# Hitomi (imię)
Hitomi (jap. ひとみ, ヒトミ) – żeńskie imię japońskie

## Możliwa pisownia
Hitomi można zapisać, używając wielu różnych znaków kanji i może znaczyć m.in.:
- 瞳, „źrenica”[1]
- 仁美

## Znane osoby
- Hitomi Furuya (ヒトミ / 仁美), japońska modelka, piosenkarka, autorka tekstów i właścicielka wytwórni fonograficznej
- Hitomi Kanehara (ひとみ), japońska pisarka
- Hitomi Nabatame (仁美), japońska seiyū
- Hitomi Nakamichi (瞳), japońska siatkarka
- Hitomi Sakamoto (日登美) japońska zapaśniczka
- Hitomi Shimatani (ひとみ), japońska piosenkarka
- Hitomi Takahashi (瞳), japońska piosenkarka
- Hitomi Yoshizawa (ひとみ), japońska piosenkarka

## Postacie fikcyjne
- Hitomi (ヒトミ), bohaterka gry Dead or Alive
- Ex-01 Hitomi (人見), bohater mangi i anime Code:Breaker
- Hitomi Kanzaki (ひとみ), główna bohaterka mangi i anime The Vision of Escaflowne
- Hitomi Kisugi (瞳), jedna z głównych bohaterek mangi i anime Cat's Eye
- Hitomi Shinonome (瞳), bohaterka mangi, light novel i anime Loveless